# Posłowie do Parlamentu Europejskiego 1973–1977
Posłowie do Parlamentu Europejskiego w latach 1973–1977 zostali mianowani przez parlamenty krajowe 6 państw członkowskich wspólnot europejskich. Kadencja rozpoczęła się 1 stycznia 1973 i zakończyła się 1 marca 1977.
Pomiędzy państwa członkowskie podzielono 198 mandaty.
Na mocy porozumienia między liberałami a socjalistami przewodniczącym PE był Cornelis Berkhouwer (do 1975), a następnie Georges Spénale.
W Parlamencie Europejskim w latach 1973–1977 powołano siedem frakcji politycznych:
- Partia Europejskich Socjalistów (SOC)
- Europejska Partia Ludowa (CD)
- Partia Europejskich Liberałów, Demokratów i Reformatorów (LD)
- Grupa Sojuszu Komunistycznego (COM)
- Europejscy Konserwatyści (C)
- Europejscy Progresywni Demokraci (EPD)
- Niez. (NI)

## Deputowani według grup

### SOC
| Państwo         | Lista        | Posłowie | Liczba |
| --------------- | ------------ | --- | ------ |
| Belgia          | BSP          | André Cools, Edmond Leburton, Léon Hurez | 3      |
|                 | PS           | Ernest Glinne, Hendrik Fayat | 2      |
| Dania           | A            | Poul Dalsager, Anker Jørgensen, Ivar Nørgaard, K.B. Andersen, Kjeld Olesen | 5      |
| Francja         | SFIO         | Francis Vals, Guy Mollet (do 1975), Pierre-Olivier Lapie | 3      |
|                 | PS           | Georges Spénale, Claude Cheysson, Edgard Pisani, Jacques Delors, Pierre Mauroy, Laurent Fabius, Michel Rocard, Édith Cresson, Roland Debbarre, Élisabeth Guigou, Roland Dumas, Pierre Bérégovoy | 12     |
| Holandia        | PvdA         | Jan Broeksz, Ad Oele (do 16.01.1973), Jan Pronk (do 11.05.1973), Max van der Stoel (do 11.05.1973), Henk Vredeling (do 11.05.1973) | 5      |
| Irlandia        | Partia Pracy | Conor Cruise O’Brien (do 13.03.1973), Justin Keating (do 13.03.1973) | 2      |
| Luksemburg      | LSAP         | Raymond Vouel, Bernard Berg | 2      |
| RFN             | SPD          | Rudi Adams, Klaus Dieter Arndt (do 1974), Peter Corterier, Ludwig Fellermaier, Gerhard Flämig, Heinz Frehsee, Horst Gerlach, Helmut Kater (do 1975), Erwin Lange, Hans Lautenschlager, Willi Müller, Elisabeth Orth (do 1976), Manfred Schmidt, Wolfgang Schwabe, Horst Seefeld, Hellmut Sieglerschmidt, Karl-Heinz Walkhoff | 17     |
| Wielka Brytania | Partia Pracy | Roy Jenkins, Ivor Richard, Stanley Clinton Davis, Bruce Millan, Harold Wilson, James Callaghan, Anthony Crosland, David Owen | 8      |
| Włochy          | PSI          | Antonio Ruberti, Libero Della Briotta, Antonio Giolitti | 3      |
|                 | PSDI         | Mario Tanassi, Costantino Belluscio | 2      |
| Razem           | Razem        | Razem | 64     |

### CD
| Państwo    | Lista     | Posłowie | Liczba |
| ---------- | --------- | --- | ------ |
| Belgia     | cdH       | Pierre Harmel, Etienne Davignon, Paul Vanden Boeynants | 3      |
|            | CD&V      | Alfred Bertrand, Leo Tindemans, Gaston Eyskens, Renaat Van Elslande | 4      |
| Francja    | MDF       | Pierre Pflimlin, Michel Jobort, Maurice Faure, Louis Terrenoine | 4      |
|            | UNR       | Pierre Messmer, Maurice Schumann, Robert Galley, Jacques Chirac, Raymond Baure, Jacques Chaban-Delmas, | 6      |
| Holandia   | KVP       | Tiemen Brouwer (do 11.05.1973), Joep Mommersteeg (do 11.05.1973), Harrij Notenboom, Wim Schuijt (do 18.01.1977) | 4      |
|            | ARP       | Jan de Koning | 1      |
|            | CHU       | Corstiaan Bos (do 6.06.1973) | 1      |
| Irlandia   | Fine Gael | Anthony Esmonde (do 13.03.1973), Charles McDonald, Richie Ryan (do 13.03.1973) | 3      |
| Luksemburg | CSV       | Nicolas Moser, Pierre Werner | 2      |
| RFN        | CDU       | Helmut Artzinger, Erik Blumenfeld, Fritz Burgbacher, Isidor Früh, Kurt Härzschel, Hans Edgar Jahn, Egon Klepsch, Karl-Heinz Mursch, Klaus-Peter Schulz, Hermann Schwörer, Gerd Springorum, Hanna Walz                                                                         | 12     |
|            | CSU       | Heinrich Aigner, Hans August Lücker, Linus Memmel | 3      |
| Włochy     | DC        | Franco Maria Malfatti, Lorenzo Natali, Emilio Colombo, Giuseppe Medici, Mario Pedini, Mariano Rumor, Aldo Moro, Luigi Granelli, Francesco Cattanei, Giulio Andreotti, Arnaldo Forlani, Luciano Rudi, Francesco Cossiga, Giorgio Santuz, Attilio Ruffini, Giuseppe Zamberletti | 16     |
|            | SVP       | Karl Miterdorfen (do 1976) | 1      |
| Razem      | Razem     | Razem | 60     |

### LIB
| Państwo         | Lista | Posłowie                                                                      | Liczba |
| --------------- | ----- | ----------------------------------------------------------------------------- | ------ |
| Belgia          | PLP   | Willy De Clercq                                                               | 1      |
| Dania           | V     | Henning Christophersen, Ove Guldberg, Poul Hartling                           | 3      |
| Holandia        | VVD   | Jan Baas, Cees Berkhouwer                                                     | 2      |
| Luksemburg      | DP    | Eugène Schaus, Gaston Thorn                                                   | 1      |
| RFN             | FDP   | Ernst Achenbach (do 19.01.1977), Martin Bangemann, Lothar Krall, Heinz Starke | 4      |
| Francja         | UDF   | Simone Veil, Valéry Giscard d’Estaing                                         | 2      |
|                 | PR    | Christiane Scrivener                                                          | 1      |
| Włochy          | PRI   | Ugo La Malfa, Adolfo Battaglia, Aristide Gunnella                             | 3      |
| Wielka Brytania | PL    | Gladwyn Jebb (do 3.07.1975), Russell Johnston (do 7.07.1975)                  | 2      |
| Razem           | Razem | Razem                                                                         | 23     |

### COM
| Państwo | Lista | Posłowie                              | Liczba |
| ------- | ----- | ------------------------------------- | ------ |
| Włochy  | PCI   | Giorgio Amendola, Carlo Ripa di Meana | 2      |
| Razem   | Razem | Razem                                 | 2      |

### C
| Państwo         | Lista | Posłowie | Liczba |
| --------------- | ----- | --- | ------ |
| Dania           | C     | Poul Schlüter | 1      |
| Wielka Brytania | CP    | Tufton Beamish, Baron Chelwood (do 24.07.1974), Eric Ponsonby, 10. hrabia Bessborough, David Lewis, 1. baron Brecon (do 24.10.1973), John Brewis (do 28.02.1975), Douglas Dodds-Parker (do 28.02.1975), Diana Elles, baronessa Elles (do 3.07.1975), James Hill (do 28.02.1975), John Hill (do 24.07.1974), Peter Michael Kirk, Peter Kerr, 12. markiz Lothian (do 3.07.1975), William Murray, 8. hrabia Mansfield i Mansfield (do 10.03.1975), Tom Normanton, John Peel (do 24.07.1974), Hugh Mackay, 14. Pan Reay, Brandon Rhys-Williams, Rowland Winn, 4. baron St Oswald, James Scott-Hopkins, Derek Walker-Smith, Baron Broxbourne, Geoffrey Rippon, Christopher Tugendhat, Francis Cockfield, Leon Brittan, Edward Heath, Alec Douglas-Home | 21     |
|                 | UUP   | Rafton Pounder (do 24.07.1974) | 1      |
| Razem           | Razem | Razem | 23     |

### EPD
| Państwo  | Lista       | Posłowie | Liczba |
| -------- | ----------- | --- | ------ |
| Francja  | RPR         | Christian de La Malène, Édouard Balladur, Alain Juppé                                                         | 3      |
| Irlandia | Fianna Fáil | Michael Herbert, Michael Hilliard (do 13.03.1973), Farrell McElgunn (do 13.03.1973), Tom Nolan, Michael Yeats | 5      |
| Razem    | Razem       | Razem | 8      |

### NI
| Państwo         | Lista       | Posłowie | Liczba |
| --------------- | ----------- | --- | ------ |
| Belgia          | bezpartyjny | Albert Coppé                                                                                                  | 1      |
| Dania           | bezpartyjny | Finn Olav Gundelach                                                                                           | 1      |
| Francja         | bezpartyjny | Jean Sauvagnargues, Louis de Guiringaud                                                                       | 2      |
| Holandia        | D66         | Maarten Engwirda (do 12.03.1973)                                                                              | 1      |
| Włochy          | bezpartyjny | Raniero Vanni d’Archirafi, Dionigi Coppo, Alberto Bemporad, Giovanni Elkan, Cesare Bensi, Angelio Maria Sanza | 6      |
| Wielka Brytania | bezpartyjny | Charles Strachey, 4. baron O’Hagan (do 2.07.1975)                                                             | 1      |
| Razem           | Razem       | Razem | 7      |

## Zmiany deputowanych
Irlandia
| - Donal Creed (Fine Gael, od 13.03.1973) - Thomas Dunne (Fine Gael, od 13.03.1973) - Jim Gibbons (Fianna Fáil, od 13.03.1973) - Liam Kavanagh (Partia Pracy, od 13.03.1973) - Brian Lenihan (Fianna Fáil, od 13.03.1973) - Gerry L'Estrange (Fine Gael, od 13.03.1973) |

Holandia
| - Wim Albers (PvdA, od 3.10.1974) - Nel Barendregt (PvdA, od 13.03.1973 do 4.06.1973) - Arie van der Hek (PvdA, od 3.07.1973) - Cees Laban (PvdA, od 3.07.1973) - Schelto Patijn (PvdA, od 3.07.1973) - Jan Pronk (PvdA, od 13.03.1973 do 11.05.1973) - Ep Wieldraaijer (PvdA, od 3.07.1973 do 19.09.1974) | - Piet van der Sanden (PvdA, od 3.07.1973 do 3.10.1974) - Durk van der Mei (PvdA, od 9.03.1976) - Willem Scholten (PvdA, od 25.06.1973) - Doeke Eisma (D66, od 13.05.1973 do 2.10.1974) - Henk Waltmans (PPR, od 16.09.1976) - Wessel Hartog (CPN, od 17.10.1974 do 1.09.1976) |

Niemcy (RFN)
| - Alfons Bayerl (SPD, od 1974) - Detlef Haase (SPD, od 1976) - Hans Georg Schachtschabel (SPD, od 1974 do 1975) - Walter Suck (SPD, od 1975) - Ludwig Fellermaier (SPD, od 1975) |

Wielka Brytania
| - John Beavan, Baron Ardwick (LP, od 3.07.1975) - Guy Barnett (LP, od 1.07.1975 do 24.05.1976) - Nicholas Bethell, 4. baron Bethell, (CP, od 10 marca 1975) - Betty Boothroyd (LP, od 1.07.1975) - Donald Bruce, Baron Bruce of Donington (LP, od 3.07.1975) - Ted Castle, baron Castle (LP, od 3.07.1975) - John Corrie (CP, od 28.02.1975 do 18.12.1975) - Tam Dalyell (LP, od 1.07.1975) - Geoffrey de Freitas (LP od 1.07.1975) - Gwyneth Dunwoody (LP, od 1.07.1975) - Hugh Dykes (CP, od 24.07.1974) - Tom Ellis (polityk) (LP od 1.07.1975) - John Evans, baron Evans of Parkside (LP, od 1.07.1975) - Winnie Ewing (SVP, od 7.07.1975) - Peggy Fenner (CP, od 24.07.1974 do 28.02.1975) - Doris Fisher, Baroness Fisher of Rednal (LP, od 3.07.1975) - Alexander MacPherson Fletcher (CP, od 18.12.1975) - Gladwyn Jebb (CP, od 8.07.1975 do 1.10.1976) - Patrick Gordon Walker (LP, od 3.07.1975 do 20.10.1976) - Willie Hamilton (LP, od 1.07.1975) - Ralph Howell (CP, od 24.07.1974) - Mark Hughes (LP, 1.07.1975) - Russell Johnston, Baron Russel-Johnston (PL, od 1.10.1976/) - Elaine Kellett-Bowman (CP od 28.02.1975) - Bob Mitchell (polityk brytyjski) (LP, od 1.07.1975) - William Molloy, Baron Molloy (LP, od 24.05.1976) - Albert Murray, Baron Murray of Gravesend (LP, od 20.10.1976) - John Osborn (polityk) (CP, od 28.02.1975) - John Prescott (LP, od 1.07.1975) - Michael Shaw, Baron Shaw of Northsteal (CP, od 24.07.1974) - James Spicer (CP, od 28.02.1975) - Michael Stewart, Baron Stewart of Fulham (LP, od 1.07.1975 do 19.11.1976) - Dick Taverne, Baron Taverne (DLP, od 4 kwietnia 1973 do 10.10.1974) - Frank Tomney (LP, od 19.11.1976) - Henry Walston, Baron Walston (LP, od 3.07.1975 do 28.02.1977) |

## Przewodniczący grup
- SOC: Francis Vals (do 1974), Georges Spénale (do 1975), Ludwig Fellermaier
- CD: Hans August Lücker (do 1975), Alfred Bertrand
- LD: Gaston Thorn
- COM: Giorgio Amendola
- C: Geoffrey Rippon
- EPD: Christian de La Malène

## Rozkład mandatów według państw i grup (na koniec kadencji)
| Grupa poselska Państwo członkowskie | SOC | CD | LIB | COM | C  | EPD | Niez. | Razem |
| Belgia                              | 5   | 7  | 1   |     |    |     | 1     | 14    |
| Dania                               | 5   |    | 3   |     | 1  |     | 1     | 10    |
| Francja                             | 15  | 10 | 6   |     |    | 3   | 2     | 36    |
| Holandia                            | 5   | 6  | 2   |     |    |     | 1     | 14    |
| Irlandia                            | 2   | 3  |     |     |    | 5   |       | 10    |
| Luksemburg                          | 2   | 2  | 2   |     |    |     |       | 6     |
| Niemcy                              | 17  | 15 | 4   |     |    |     |       | 36    |
| Wielka Brytania                     | 8   |    | 2   |     | 25 |     | 1     | 36    |
| Włochy                              | 5   | 20 | 4   | 2   |    |     | 5     | 36    |
| Unia Europejska                     | 64  | 63 | 24  | 2   | 26 | 8   | 11    | 198   |